# Majel Barrett
Majel Barrett, anche conosciuta come Majel Barrett-Roddenberry, pseudonimo di Majel Leigh Hudec (Cleveland, 23 febbraio 1932 – Los Angeles, 18 dicembre 2008), è stata un'attrice statunitense.
È nota per aver interpretato numerosi ruoli nel franchise di fantascienza Star Trek, quali: il Numero Uno, nell'episodio pilota della serie classica Lo zoo di Talos; l'infermiera Christine Chapel, nella serie classica, e la Betazoide Lwaxana Troi, nelle serie The Next Generation e Deep Space Nine. Ha inoltre prestato la voce ai personaggi di Amanda Grayson e della Caitiana M'Ress nella serie animata Star Trek e al computer delle astronavi dalla serie originale fino a Enterprise.
Era sposata con Gene Roddenberry, l'ideatore di Star Trek, il che, assieme al fatto di aver recitato in tutte le serie di Star Trek, ha contribuito a farla soprannominare "la first lady di Star Trek".

## Biografia
Majel Barrett ha frequentato l'Università di Miami a Coral Gables, in Florida ed è arrivata ad Hollywood negli anni cinquanta.
Ha partecipato a diverse serie TV statunitensi tra cui Bonanza, Gli intoccabili e la sit-com Il carissimo Billy.

### Star Trek
Majel Barrett ha partecipato a Star Trek sin dall'inizio, a partire dal primo episodio pilota della serie classica, Lo zoo di Talos, nel ruolo del primo ufficiale, Numero Uno, della USS Enterprise capitanata da Christopher Pike.
Si dice che la Barrett avesse ottenuto un ruolo così rilevante grazie alla sua relazione con Roddenberry, fatto che fece infuriare i responsabili della NBC che volevano un uomo per quel ruolo. Il suo ruolo nel secondo episodio pilota e in quelli successivi, ridimensionato, è quello dell'infermiera Christine Chapel. In una delle prime scene del primo film Star Trek del 1979 gli spettatori vengono informati che è stata promossa al grado di dottoressa, ruolo che riprenderà nella quarta pellicola cinematografica della serie, Rotta verso la Terra.
A fine anni ottanta Ritornerà sul set di Star Trek: The Next Generation nei panni dell'ambasciatrice Betazoide Lwaxana Troi, ruolo che ricoprirà anche in seguito in diversi episodi di Star Trek: Deep Space Nine.
Majel Barrett ha inoltre prestato la sua voce al computer di bordo delle navi stellari della serie classica, The Next Generation, Deep Space Nine, Voyager, Enterprise, nella maggior parte dei film, oltre che nel terzo episodio della serie fanfiction Star Trek: Phase II, World Enough And Time, del 2007. Ha inoltre doppiato diversi personaggi della serie animata del 1973, inclusa quella dell'infermiera Chapel, di Amanda Grayson, la madre di Spock e moglie di Sarek, e dell'Ufficiale addetto alle comunicazioni, la Caitiana M'Res, oltre che in diversi videogiochi di Star Trek. Questo fa di lei l'unica persona ad avere partecipato a tutte le serie e film di Star Trek fino a Enterprise.

### DopoStar Trek
Dopo la morte di Roddenberry, la Barrett ha tirato fuori dal cassetto alcune idee del marito diventando produttore esecutivo di Pianeta Terra - Cronaca di un'invasione (Earth: Final Conflict), serie in cui ha interpretato il ruolo della dottoressa Julianne Belman, e Andromeda (Gene Roddenberry's Andromeda). La Barrett è comparsa anche in un episodio di Babylon 5.
Majel Barrett è morta il 18 dicembre 2008 all'età di 76 anni per le conseguenze della leucemia di cui era affetta. Le sue ceneri sono state lanciate nello spazio così come accaduto per quelle del marito Gene Roddenberry.

## Vita privata

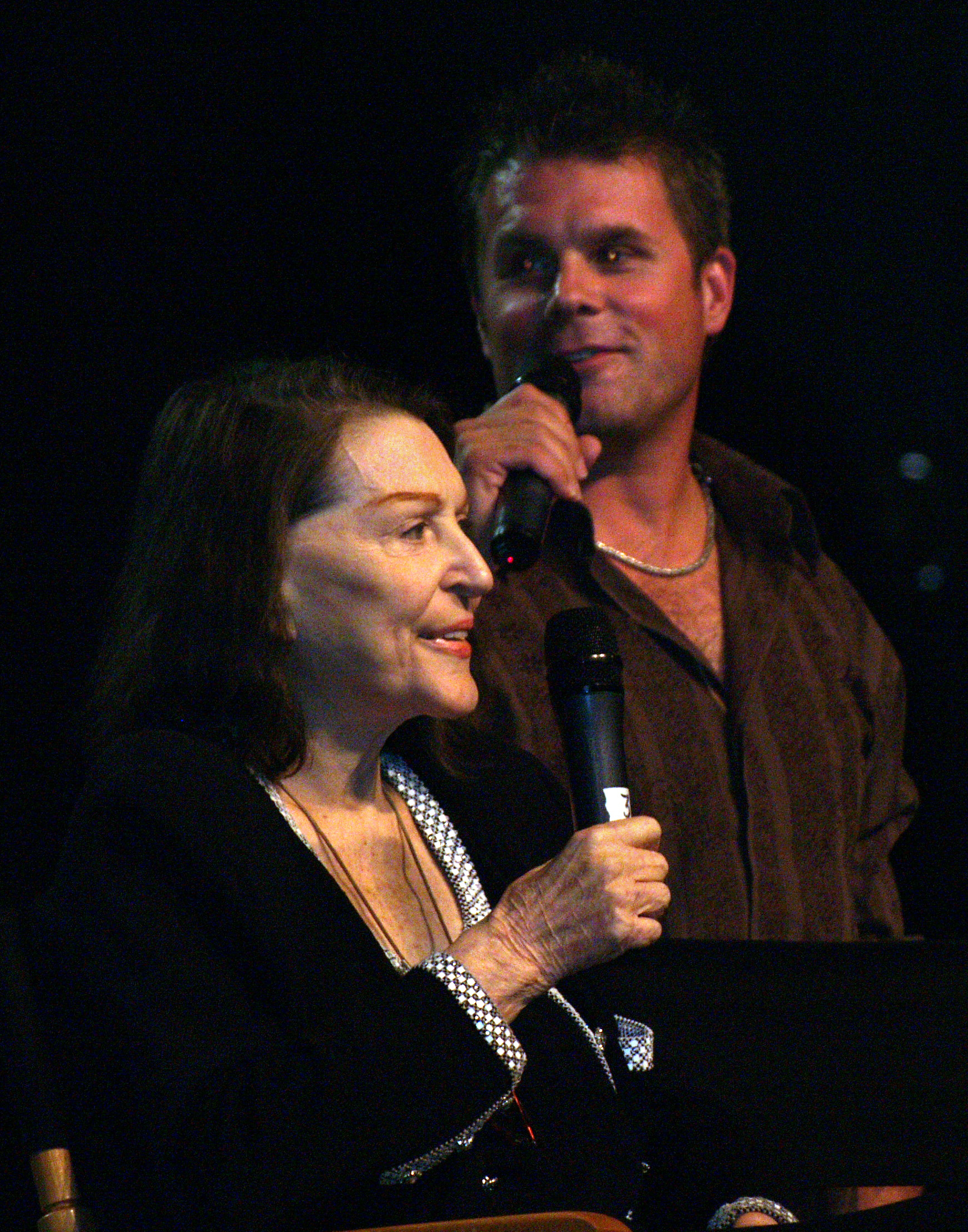
Majel Barrett e Rod Roddenberry nel 2008

Il 6 agosto 1969 si è sposata con Gene Roddenberry, l'ideatore di Star Trek; il matrimonio ha avuto luogo in Giappone. La coppia ha avuto un figlio, Eugene Wesley "Rod" Roddenberry Jr., che prosegue l'eredità dei genitori lavorando come produttore esecutivo a numerose serie del franchise di Star Trek.

## Filmografia parziale

### Attrice

#### Cinema
- La bionda esplosiva (Will Success Spoil Rock Hunter?), regia di Frank Tashlin (1957)
- Orchidea nera (The Black Orchid), regia di Martin Ritt (1958)
- Noi giovani (As Young as We Are), regia di Bernard Girard (1958)
- I bucanieri (The Buccaneer), regia di Anthony Quinn (1958)
- Love in a Goldfish Bowl, regia di Jack Sher (1961)
- Il sentiero degli amanti (Back Street), regia di David Miller (1961)
- Gli avamposti della gloria (The Quick and the Dead), regia di Robert Totten (1963)
- La doppia vita di Sylvia West (Sylvia), regia di Gordon Douglas (1965)
- Country Boy, regia di Joseph Kane (1966)
- Una guida per l'uomo sposato (A Guide for the Married Man), regia di Gene Kelly (1967)
- Track of Thunder, regia di Joseph Kane (1967)
- Il mondo dei robot (Westworld), regia di Michael Crichton (1973)
- Il principio del domino: la vita in gioco (The Domino Principle), regia di Stanley Kramer (1977)
- Star Trek (Star Trek: The Motion Picture), regia di Robert Wise (1979)
- Rotta verso la Terra (Star Trek IV: The Voyage Home), regia di Leonard Nimoy (1986)
- Due ragazze, un tatuaggio e l'FBI (Teresa's Tattoo), regia di Julie Cypher (1994)
- Mommy, regia di Max Allan Collins (1995)
- Mars and Beyond, regia di Herbert Wright - cortometraggio (2000)

#### Televisione
- Avventure in elicottero (Whirlybirds) – serie TV, episodio 3x19 (1959)
- Johnny Midnight – serie TV, episodio 1x03 (1960)
- Gli intoccabili (The Untouchables) – serie TV, episodio 1x18 (1960)
- Il carissimo Billy (Leave It to Beaver) – serie TV, episodio 3x32 (1960)
- Pete and Gladys – serie TV, episodi 2x09-2x26 (1961)
- Bonanza – serie TV, episodi 3x21 e 7x22 (1962-1966)
- Lotta senza quartiere (Cain's Hundred) – serie TV, episodio 1x30 (1962)
- Lucy Show (The Lucy Show) – serie TV, episodio 1x07 (1962)
- Bonanza – serie TV, episodi 3x21-7x22 (1962-1966)
- Il dottor Kildare (Dr. Kildare) – serie TV, episodio 2x14 (1963)
- Undicesima ora (The Eleventh Hour) – serie TV, episodio 2x07 (1963)
- General Hospital – serie TV (1963-1983)
- The Lieutenant – serie TV, episodio 1x22 (1964)
- Amore in soffitta (Love on a Rooftop) – serie TV, episodio 1x02 (1966)
- Per favore non mangiate le margherite (Please Don't Eat the Daisies) – serie TV, episodio 2x24 (1967)
- I due galeotti (The Second Hundred Years) – serie TV, episodio 1x09 (1967)
- Arrivano le spose (Here Come the Brides) – serie TV, episodio 1x07 (1968)
- Star Trek – serie TV, 35 episodi (1966-1969)
- Genesis II – film TV, regia di John Llewellyn Moxey (1973)
- The Questor Tapes – film TV (1974)
- F.B.I. (The F.B.I.) – serie TV, episodio 9x16 (1974)
- Planet Earth – film TV, regia di Marc Daniels (1974)
- The Questor Tapes - film TV, regia di Richard Colla (1974)
- Spectre – film TV, regia di Clive Donner (1977)
- The Next Step Beyond – serie TV, episodio 1x08 (1978)
- Sola per sempre (The Suicide's Wife) – film TV (1979)
- The Man in the Santa Claus Suit – film TV, regia di Corey Allen (1979)
- The Suicide's Wife - film TV, regia di John Newland (1979)
- Star Trek: The Next Generation - serie TV, 6 episodi (1987-1994)
- Star Trek: Deep Space Nine - serie TV, episodi 1x16 - 3x10 - 4x21 (1993-1999)
- Babylon 5 – serie TV, episodio 3x09 (1996)
- Pianeta Terra - Cronaca di un'invasione (Earth: Final Conflict) – serie TV, 11 episodi (1997-1999)
- Un detective in corsia (Diagnosis Murder) – serie TV, episodio 6x06 (1998)
- I Griffin (Family Guy) - serie animata, episodio 3x11 (2001) - voce

### Doppiatrice

#### Cinema
- Generazioni (Star Trek: Generations), regia di David Carson (1994) - Voce del computer
- Primo contatto (Star Trek: First Contact), regia di Jonathan Frakes (1996) - Voce del computer
- Star Trek - L'insurrezione (Star Trek: Insurrection), regia di Jonathan Frakes (1998) - Voce del computer
- Star Trek - La nemesi (Star Trek: Nemesis), regia di Stuart Baird (2002) - Voce del computer
- Star Trek (2009) - Voce del computer

#### Televisione
- Star Trek – serie TV, 8 episodi (1966-1969) - Voce del computer
- Star Trek – serie animata, 21 episodi (1973-1974) - Amanda Grayson, Christine Chapel, M'Ress, Voce del computer, ecc.
- Star Trek: The Next Generation – serie TV, 101 episodi (1987-1994) - Voce del computer
- Star Trek: Deep Space Nine – serie TV, 30 episodi (1993-1999) - Voce del computer
- Star Trek: Voyager – serie TV, 118 episodi (1995-2001) - Voce del computer
- Spider-Man - L'Uomo Ragno (Spider-Man) - serie animata, 17 episodi (1996-1998) - Anna Watson
- I Griffin (Family Guy) – serie animata, episodio 3x11 (2001) - Voce del computer
- Star Trek: Enterprise – serie TV, episodi 4x19-4x22 (2005) - Voce del computer
- Star Trek: New Voyages – webserie, episodio 1x03 (2007)

#### Videogiochi
- Star Trek: Judgment Rites (1993) - Voce del computer
- Star Trek: The Next Generation - A Final Unity (1995) - Voce del computer
- Star Trek: Borg (1996) - Voce del computer
- Generations (1997) - Voce del computer
- Star Trek Online (2010) - Voce del computer
- Star Trek II: Retribution (2012) - Voce del computer
- Star Trek III: Redemption (2013) - Voce del computer

## Doppiatrici italiane
Nelle versioni in italiano delle opere in cui ha recitato, Majel Barrett è stata doppiata da:
- Noemi Gifuni in Star Trek: Deep Space Nine (ep. 1x16, 3x10)[4]
- Daniela Nobili in Star Trek: Deep Space Nine (ep. 4x20)[4]